# San Michele Arcangelo (Argentina)
San Michele Arcangelo (San Miguel Arcángel in spagnolo) è una città dell'Argentina, parte del partido di Adolfo Alsina nella provincia di Buenos Aires. La città è nata da famiglie di tedeschi migrati nel XIX secolo in sud America.

## Storia
L'insediamento dei primi coloni risale al 1878, quando alcuni tedeschi provenienti dal Volga iniziarono ad emigrare verso il sud-ovest della provincia di Buenos Aires. I primi furono i fratelli Juan e Guillermo Wagner, che acquistarono degli appezzamenti di terreno nella zona, venendo raggiunti progressivamente da altre famiglie.
La fondazione effettiva della città risale al 29 settembre 1903, quando la zona era abitata da 14 famiglie tedesche:
- Jacobo (Jakob) Bahl & Catalina (Katharina) Rausch
- Juan (Johannes) Baier & Ana Margarita (Anna Margaretha) Arzer
- Enrique (Heinrich) Balle & Catalina (Katharina) Glock
- Nicolás (Nikolaus) Beratz & Ana Maria (Anna Maria) Höfner
- Juan (Johannes) Brendel & Catalina Elisabeta (Katharina Elisabeth) Kreismann
- Pedro (Peter) Fuhr & Bárbara (Barbara) Ruppel
- Nicolás (Nikolaus) Haspert & Catalina (Katharina) Strömel
- Andrés (Andreas) Kees & Ana Maria (Anna Maria) Strömel
- Juan (Johannes) Kees & Ágata (Agathe) Zwenger
- Miguel (Michael) Kees & Catalina (Katharina) Krüger
- José (Joseph) Kreder & Ana Margarita (Anna Margaretha) Weth
- Nicolás (Nikolaus) Leonhardt & Catalina (Katharina) Schwab
- Juan (Johannes) Rausch & Ana Margarita (Anna Margaretha) Schwab
- Lorenzo (Lorenz) Stegmann & Ana Margarita (Anna Margaretha) Reissing
- Matías (Matthias) Zwenger & Apolonia (Apollonia) Giesler

## Monumenti e luoghi d'interesse

### Architetture religiose
- Chiesa parrocchiale di San Michele arcangelo: con la nascita della città nacque l'esigenza della costruzione di una chiesa e venne creata una commissione che affidò la realizzazione del progetto all'architetto Bäuerle, noto progettista locale. Padre Juan Kotulla si occupò di presentare il progetto alla curia per ottenere le necessarie autorizzazioni che arrivarono il 25 agosto 1907. I lavori procedettero rapidamente e durarono soli due anni. Nel 1959 iniziarono i lavori di ampliamento del luogo di culto dato l'aumento dei fedeli. Padre Kotulla che fece costruire e ampliare la chiesa morì all'età di 64 anni, la sua salma riposa nell'edificio sotto l'altare dedicato al Sacro Cuore di Gesù e una lapida recita: ""Santo Padre Kotulla, prega per noi".

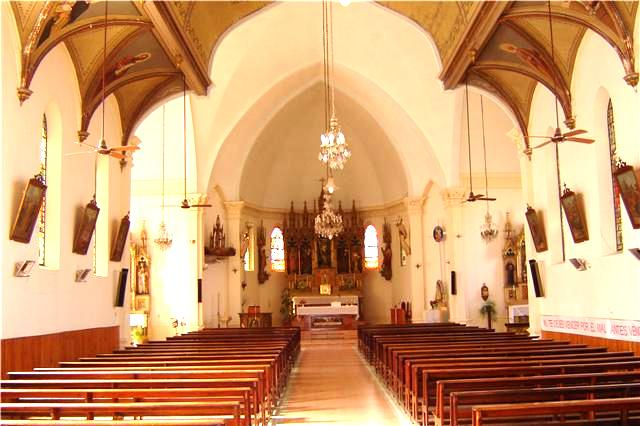
Interno chiesa

- Monumento a padre Kotulla: eretto nel 1959, è dedicato al primo parroco.
- Monumento alla Crocifissione: di fronte alla chiesa si trova una grotta con la rappresentazione del Cristo crocifisso accompagnato dalla Vergine Maria e da Maria Maddalena.
- Monumento a San Michele: di fronte alla caserma della polizia si trova la statua dedicata al patrono della città e delle forze dell'ordine.
- Monumento alla Madre: eretto nel 1964, si trova davanti alla sede comunale ed è dedicato a tutte le madri.

## Società

### Evoluzione demografica
abitanti censiti

La città conta 774 abitanti (Indec, 2010) e rappresenta un incremento della popolazione del 19% rispetto ai 649 abitanti del censimento del 2001.

### Tradizioni e folclore
Importante tradizione locale è la festa detta "la kerb", ereditata dalla tradizione tedesca del Volga. Questa cade il giorno dedicato al santo patrono (29 settembre), la parola "kerb" deriva dalla parola tedesca Kircheweich che significa "Benedizione della chiesa" (Kirche "chiesa" e weich "benedizione").  Attualmente si tratta di alcuni giorni particolari in cui la comunità apre le porte alla gente e ricrea un ambiente per l'incontro è così che vengono condivisi cibi e prodotti tipici della comunità.

## Cultura

### Musica
La musica ha sempre caratterizzato culturalmente San Michele Arcangelo, con forti influenze tedesche portate dai primi colonizzatori, al punto da diventarne una delle principali attrazioni. Nel 2003, in occasione dei festeggiamenti per il centenario della città, Adalberto Ruppel dedicò alla comunità la sua opera Mi Pueblo, che descrive il forte sentimento di questo paese.